# Пулвйосек-Старий
Пулвйосек-Старий (пол. Półwiosek Stary) — село в Польщі, у гміні Слесін Конінського повіту Великопольського воєводства.
Населення — 322 особи (2011).
У 1975-1998 роках село належало до Конінського воєводства.

## Демографія
Демографічна структура станом на 31 березня 2011 року:
|          | Загалом | Допрацездатний вік | Працездатний вік | Постпрацездатний вік |
| -------- | ------- | ------------------ | ---------------- | -------------------- |
| Чоловіки | 159     | 31                 | 114              | 14                   |
| Жінки    | 163     | 34                 | 95               | 34                   |
| Разом    | 322     | 65                 | 209              | 48                   |